# Nomád pacsirta

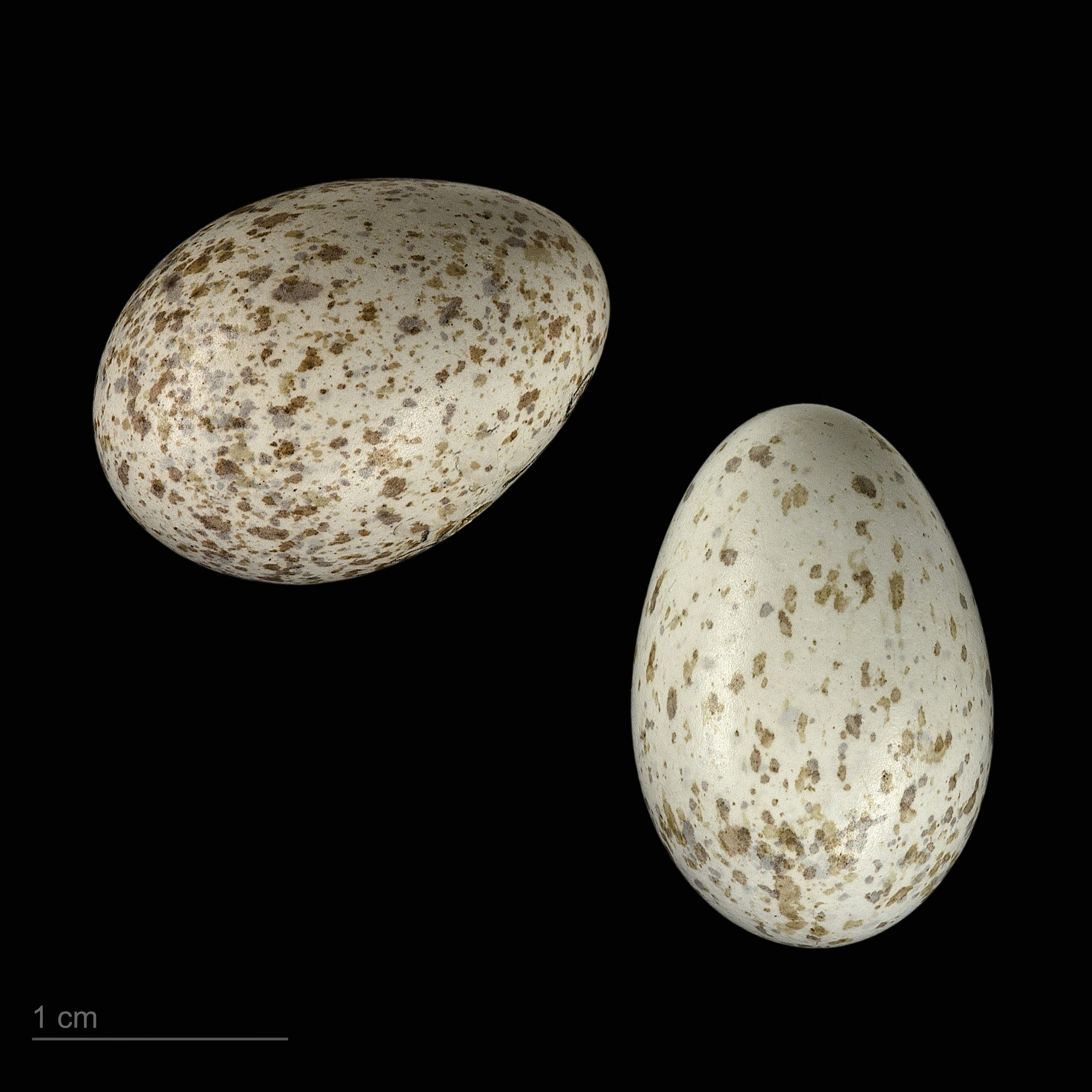
Eremalauda dunni

A nomád pacsirta (Eremalauda dunni) a verébalakúak (Passeriformes) rendjébe, ezen belül a pacsirtafélék (Alaudidae) családjába és az Eremalauda nembe tartozó egyedüli faj. 14-15 centiméter hosszú. Csád, Izrael, Jemen, Jordánia, Kuvait, Mali, Mauritánia, Niger, Nyugat-Szahara, Omán, Szaúd-Arábia, Szíria és Szudán sivatagos területein él. Magokkal és rovarokkal táplálkozik. Az esőzéseket követően költ. Fészekalja 2-3 tojásból áll, a fiókák 13-16 nap alatt kelnek ki.

## Alfajok
- E. d. dunni (Shelley, 1904) – Nyugat-Szaharától Szudánig;
- E. d. eremodites (Meinertzhagen, 1923) – az Arab-félszigeten.

## Fordítás
- Ez a szócikk részben vagy egészben  a   Dunn's lark című angol Wikipédia-szócikk fordításán alapul.  Az eredeti cikk szerkesztőit annak laptörténete sorolja fel. Ez a jelzés csupán a megfogalmazás eredetét és a szerzői jogokat jelzi, nem szolgál a cikkben szereplő információk forrásmegjelöléseként.